# 比爾基 (博布羅維齊亞區)
50°30′45″N 31°26′23″E / 50.51250°N 31.43972°E
比爾基（烏克蘭語：Бірки），是烏克蘭北部的村莊，隸屬切爾尼希夫州的尼任區。該村始建於1800年，面積0.64平方公里，海拔高度122米，2014年人口97，人口密度每平方公里151.8人。